# Liste der Kulturdenkmale in Waldenburg (Württemberg)
In der Liste der Kulturdenkmale in Waldenburg sind alle Bau- und Kunstdenkmale der Stadt Waldenburg und ihrer Teilorte verzeichnet, die im „Verzeichnis der unbeweglichen Bau- und Kunstdenkmale und der zu prüfenden Objekte“ des Landesamts für Denkmalpflege Baden-Württemberg verzeichnet sind.
Diese Liste ist nicht rechtsverbindlich. Eine rechtsverbindliche Auskunft ist lediglich auf Anfrage bei der Unteren Denkmalschutzbehörde des Hohenlohekreises erhältlich.

## Gesamtes Gemeindegebiet
| Bild | Bezeichnung   | Lage                    | Datierung | Beschreibung | ID |
| ---- | ------------- | ----------------------- | --------- | ------------ | -- |
|      | Himmelsteiche | gesamtes Gemeindegebiet |           | Prüffall     |    |

## Waldenburg
| Bild           | Bezeichnung                             | Lage                                                           | Datierung | Beschreibung              | ID |
| -------------- | --------------------------------------- | -------------------------------------------------------------- | --------- | ------------------------- | -- |
|                | Östlicher Hagweg                        | Waldenburg                                                     |           | Geschützt nach § 2 DSchG  |    |
|                | Brunnenstaffel                          | Waldenburg (Karte)                                             |           | Geschützt nach § 2 DSchG  | BW |
| Weitere Bilder | Neues Rathaus                           | Waldenburg, Hauptstraße 13 (Karte)                             |           | Geschützt nach § 2 DSchG  |    |
|                | Wohn- und Geschäftshaus                 | Waldenburg, Hauptstraße 29 (Karte)                             |           | Prüffall                  | BW |
|                | Wohnhäuser an der Schanz                | Waldenburg, Hauptstraße 38, 40, 42, 44, 46, 48, 50, 52 (Karte) |           | Geschützt nach § 2 DSchG  |    |
|                | Kopie des Gerichtstischs                | Waldenburg, bei Hauptstraße 58, 60 (Karte)                     |           | Geschützt nach § 2 DSchG  | BW |
|                | Wohnhaus                                | Waldenburg, Marktplatz 2 (Karte)                               |           | Geschützt nach § 2 DSchG  |    |
| Weitere Bilder | Evangelische Pfarrkirche                | Waldenburg, Marktplatz 5 (Karte)                               |           | Geschützt nach § 28 DSchG |    |
|                | Altes Rathaus                           | Waldenburg, Schlossstraße 6 (Karte)                            |           | Geschützt nach § 2 DSchG  |    |
|                | Grenzstein                              | Waldenburg, Gewanne Jagdhaus/Heumahd                           |           | Geschützt nach § 2 DSchG  |    |
| Weitere Bilder | Bahnhofsgebäude                         | Waldenburg, Am Bahnhof 1, 8 (Karte)                            |           | Geschützt nach § 2 DSchG  |    |
|                | Hohenlohisch-Waldenburgischer Viehhof   | Waldenburg, Goldbach 1 (Karte)                                 |           | Geschützt nach § 2 DSchG  | BW |
|                | Teile der Kapelle St. Laurentius        | Waldenburg, Goldbach 3 (Karte)                                 |           | Geschützt nach § 2 DSchG  | BW |
|                | Herzogliche Domäne                      | Waldenburg, Hohebuch 1, 2, 3 (Karte)                           |           | Geschützt nach § 2 DSchG  |    |
|                | Brauereigasthof                         | Waldenburg, Hohebuch 17 (Karte)                                |           | Prüffall                  | BW |
|                | Brunnenstube am Ende der Brunnenstaffel | Waldenburg, Hohenau                                            |           | Geschützt nach § 2 DSchG  |    |
|                | Bauernhaus                              | Waldenburg, Laurach 1 (Karte)                                  |           | Prüffall                  | BW |
|                | Kellerhaus                              | Waldenburg, Obermühle 1a (Karte)                               |           | Geschützt nach § 2 DSchG  | BW |
|                | Mühlengehöft                            | Waldenburg, Obermühle 7, 10 (Karte)                            |           | Geschützt nach § 2 DSchG  | BW |
|                | Wohnhaus                                | Waldenburg, Streithof 1 (Karte)                                |           | Geschützt nach § 2 DSchG  | BW |
|                | Friedhofskapelle                        | Waldenburg, Streithof 3 (Karte)                                |           | Geschützt nach § 28 DSchG | BW |
|                | Friedhof                                | Waldenburg, bei Streithof 3 (Karte)                            |           | Geschützt nach § 12 DSchG | BW |
|                | Pumpstation                             | Waldenburg, Gewann Ziegelhütte                                 |           | Geschützt nach § 2 DSchG  |    |

### Sachgesamtheit Schloss Waldenburg
| Bild           | Bezeichnung                | Lage                                         | Datierung | Beschreibung                  | ID |
| -------------- | -------------------------- | -------------------------------------------- | --------- | ----------------------------- | -- |
|                | Werkstattbau des Schlosses | Waldenburg, Auf dem Zimmerplatz 1, 3 (Karte) |           | Geschützt nach §§ 2, 28 DSchG | BW |
| Weitere Bilder | Schloss Waldenburg         | Waldenburg, Schlossstraße 16 (Karte)         |           | Geschützt nach § 28 DSchG     |    |
|                | Fruchtkasten (Holzstall)   | Waldenburg, Schlossstraße 18 (Karte)         |           | Geschützt nach §§ 2, 28 DSchG |    |

### Sachgesamtheit Stadtbefestigung
| Bild           | Bezeichnung                        | Lage                               | Datierung | Beschreibung              | ID |
| -------------- | ---------------------------------- | ---------------------------------- | --------- | ------------------------- | -- |
|                | Stadtmauer                         | Waldenburg                         |           | Geschützt nach § 28 DSchG |    |
| Weitere Bilder | Hochwächterturm, sog. Lachnersturm | Waldenburg, Hauptstraße 34 (Karte) |           | Geschützt nach § 28 DSchG |    |
| Weitere Bilder | Östlicher Batterieturm             | Waldenburg, Hauptstraße 35 (Karte) |           | Geschützt nach § 28 DSchG |    |
|                | Sockelgeschoss mit Strebepfeilern  | Waldenburg, Hauptstraße 38 (Karte) |           | Geschützt nach § 28 DSchG |    |
|                | Nachtwächter- oder Russentürmle    | Waldenburg, Hauptstraße 51 (Karte) |           | Geschützt nach § 28 DSchG |    |
|                | Neues Tor (Mainzer Tor)            | Waldenburg, Marktplatz 5           |           | Geschützt nach § 28 DSchG |    |

## Obersteinbach
| Bild | Bezeichnung               | Lage                                           | Datierung | Beschreibung             | ID |
| ---- | ------------------------- | ---------------------------------------------- | --------- | ------------------------ | -- |
|      | Obelisk                   | Obersteinbach, Im Ort                          |           | Geschützt nach § 2 DSchG |    |
|      | Hofanlage                 | Obersteinbach, Im Ort 3, 5, 5a, 7, 7a (Karte)  |           | Prüffall                 | BW |
|      | Hauseingang               | Obersteinbach, Im Ort 18 (Karte)               |           | Geschützt nach § 2 DSchG | BW |
|      | Hofanlage                 | Obersteinbach, Im Ort 34 (Karte)               |           | Prüffall                 | BW |
|      | Backhaus                  | Obersteinbach, Im Ort 41 (Karte)               |           | Geschützt nach § 2 DSchG | BW |
|      | Backhaus                  | Obersteinbach, Im Weiler 47 (Karte)            |           | Geschützt nach § 2 DSchG | BW |
|      | Neues Schulhaus           | Obersteinbach, Schulgasse 2 (Karte)            |           | Geschützt nach § 2 DSchG | BW |
|      | Schulhaus, später Rathaus | Obersteinbach, Schulgasse 3 (Karte)            |           | Geschützt nach § 2 DSchG | BW |
|      | Gemeindewaage             | Obersteinbach-Sailach, Jagdsteige 1 (Karte)    |           | Geschützt nach § 2 DSchG | BW |
|      | Backhaus                  | Obersteinbach-Sailach, Jagdsteige 5c (Karte)   |           | Geschützt nach § 2 DSchG | BW |
|      | Backhaus                  | Obersteinbach-Sailach, Kirchenweg 3 (Karte)    |           | Geschützt nach § 2 DSchG | BW |
|      | Stallscheune              | Obersteinbach-Sailach, Lange Straße 10 (Karte) |           | Geschützt nach § 2 DSchG | BW |
|      | Einhaus                   | Obersteinbach-Sailach, Lange Straße 34 (Karte) |           | Geschützt nach § 2 DSchG | BW |
|      | Remise                    | Obersteinbach-Sailach, Lange Straße 80 (Karte) |           | Prüffall                 | BW |
|      | Zehntscheune              | Obersteinbach-Sailach, Lange Straße 87 (Karte) |           | Geschützt nach § 2 DSchG | BW |